# Авила (Мисури)
Авила (енгл. Avilla) град је у америчкој савезној држави Мисури.

## Демографија
По попису из 2010. године број становника је 125, што је 12 (-8,8%) становника мање него 2000. године.
| Група             | 2000.       | 2010.       |
| Белци             | 134 (97,8%) | 108 (86,4%) |
| Афроамериканци    | 0 (0,0%)    | 0 (0,0%)    |
| Азијати           | 0 (0,0%)    | 0 (0,0%)    |
| Хиспаноамериканци | 1 (0,7%)    | 6 (4,8%)    |
| Укупно            | 137         | 125         |